# Тревожное расстройство личности
Трево́жное (уклоня́ющееся, избега́ющее) расстро́йство ли́чности — расстройство личности, характеризующееся постоянным стремлением к социальной замкнутости, чувством неполноценности, чрезвычайной чувствительностью к негативным оценкам окружающих и избеганием социального взаимодействия. Люди с тревожным расстройством личности часто считают, что они не умеют общаться или что их личность не привлекательна, и избегают социального взаимодействия из-за страха быть осмеянными, униженными, отверженными или что к ним будут испытывать лишь неприязнь. Часто они преподносят себя как индивидуалистов и говорят о чувстве отчуждённости от общества.
Чаще всего на тревожное расстройство личности впервые обращают внимание в период 18—24 лет, связывая его с кажущимся или реальным отвержением со стороны родителей или сверстников в период детства. На сегодняшний день остаётся спорным, является ли чувство отверженности следствием повышенного внимания к межличностному взаимодействию, свойственного людям с расстройством.
В советской традиции наиболее близким диагнозом является психастения.

## Диагностические показатели

### МКБ-10
Диагностические критерии из адаптированной для использования в России версии Международной классификации болезней 10-го пересмотра МКБ-10 (общие диагностические критерии расстройств личности, соответствие которым должно быть у всех подтипов расстройств):

Состояния, не объясняющиеся прямым образом обширным повреждением или заболеванием мозга или другим психическим расстройством и удовлетворяющие следующим критериям:
- а) заметная дисгармония в личностных позициях и поведении, вовлекающая обычно несколько сфер функционирования, например аффективность, возбудимость, контроль побуждений, процессы восприятия и мышления, а также стиль отношения к другим людям; в разных культуральных условиях может оказаться необходимой разработка специальных критериев относительно социальных норм;
- б) хронический характер аномального стиля поведения, возникшего давно и не ограничивающегося эпизодами психической болезни;
- в) аномальный стиль поведения является всеобъемлющим и отчётливо нарушающим адаптацию к широкому диапазону личностных и социальных ситуаций;
- г) вышеупомянутые проявления всегда возникают в детстве или подростковом возрасте и продолжают своё существование в периоде зрелости;
- д) расстройство приводит к значительному личностному дистрессу, но это может стать очевидным только на поздних этапах течения расстройства;
- е) обычно, но не всегда, расстройство сопровождается существенным ухудшением профессиональной и социальной продуктивности.

— Международная классификация болезней (10-й пересмотр), адаптированный для использования в Российской Федерации — /F60/ Специфические расстройства личности. Диагностические критерии
Для отнесения расстройства личности к одному из определённых в МКБ-10 подвидов (для постановки диагноза большей части подтипов) необходимо, чтобы оно удовлетворяло по крайней мере трём определённым для этого вида критериям.
Диагностические критерии из официальной, международной версии МКБ-10 от Всемирной организации здравоохранения (общие диагностические критерии расстройств личности, соответствие которым должно быть у всех подтипов расстройств):

- G1. Указание на то, что характерные и постоянные типы внутренних переживаний и поведения индивидуума в целом существенно отклоняются от культурально ожидаемого и принимаемого диапазона (или «нормы»). Такое отклонение должно проявляться более чем в одной из следующих сфер:
  - 1) когнитивная сфера (то есть характер восприятия и интерпретации предметов, людей и событий; формирование отношений и образов «Я» и «другие»);
  - 2) эмоциональность (диапазон, интенсивность и адекватность эмоциональных реакций);
  - 3) контролирование влечений и удовлетворение потребностей;
  - 4) отношения с другими и манера решения интерперсональных ситуаций.

- G2. Отклонение должно быть полным в том смысле, что отсутствие гибкости, недостаточная адаптивность или другие дисфункциональные особенности обнаруживаются в широком диапазоне личностных и социальных ситуаций (то есть не ограничиваясь одним «пусковым механизмом» или ситуацией).
- G3. В связи с поведением, отмеченном в пункте G2, отмечается личностный дистресс или неблагоприятное воздействие на социальное окружение.
- G4. Должны быть данные о том, что отклонение является стабильным и длительным, начинаясь в старшем детском или подростковом возрасте.
- G5. Отклонение не может быть объяснено как проявление или последствие других психических расстройств зрелого возраста, хотя эпизодические или хронические состояния из секций от F0 до F7 настоящей классификации могут существовать одновременно с ним или возникать на его фоне.
- G6. В качестве возможной причины отклонения должны быть исключены органическое заболевание мозга, травма или дисфункция мозга (если выявляется такая органическая обусловленность, следует использовать рубрику F07).

Оригинальный текст (англ.)
- G1. Evidence that the individual's characteristic and enduring patterns of inner experience and behaviour deviate markedly as a whole from the culturally expected and accepted range (or 'norm'). Such deviation must be manifest in more than one of the following areas:
  - (1) cognition (i.e. ways of perceiving and interpreting things, people and events; forming attitudes and images of self and others);
  - (2) affectivity (range, intensity and appropriateness of emotional arousaland response);
  - (3) control over impulses and need gratification;
  - (4) relating to others and manner of handling interpersonal situations.

- G2. The deviation must manifest itself pervasively as behaviour that is inflexible, maladaptive, or otherwise dysfunctional across a broad range of personal and social situations (i.e. not being limited to one specific 'triggering' stimulus or situation).
- G3. There is personal distress, or adverse impact on the social environment, or both, clearly attributable to the behaviour referred to under G2.
- G4. There must be evidence that the deviation is stable and of long duration, having its onset in late childhood or adolescence.
- G5. The deviation cannot be explained as a manifestation or consequence of other adult mental disorders, although episodic or chronic conditions from sections F0 to F7 of this classification may co-exist, or be superimposed on it.
- G6. Organic brain disease, injury, or dysfunction must be excluded as possible cause of the deviation (if such organic causation is demonstrable, use category F07).

— Международная классификация болезней (10-й пересмотр) — /F60/ Специфические расстройства личности. Диагностические критерии
Официально используемый в России международный классификатор болезней «МКБ-10» для диагностики тревожного расстройства личности требует наличия общих диагностических критериев расстройства личности, и плюс к ним наличия трёх или более из следующих характеристик личности:
- а) постоянное общее чувство напряжённости и тяжёлые предчувствия;
- б) представления о своей социальной неспособности, личностной непривлекательности и приниженности по отношению к другим;
- в) повышенная озабоченность критикой в свой адрес или непринятием в социальных ситуациях;
- г) нежелание вступать во взаимоотношения без гарантий понравиться;
- д) ограниченность жизненного уклада из-за потребности в физической безопасности;
- е) уклонение от социальной или профессиональной деятельности, связанной со значимыми межличностными контактами из-за страха критики, неодобрения или отвержения.

Дополнительные признаки могут включать гиперчувствительность в отношении отвержения и критики.
Исключаются:
- социальные фобии (F40.1)[5].

### DSM-5
Справочник DSM-5 Американской психиатрической ассоциации, официально используемый в США для диагностики психических расстройств, определяет избегающее расстройство личности как постоянное стремление к социальной замкнутости, чувство неполноценности, гиперчувствительность к негативным оценкам, и начинающееся в период ранней юности, предстающее во множестве форм, и проявляющееся, кроме общих критериев расстройства личности, четырьмя (или более) приведёнными ниже признаками:
1. Избегание профессиональной деятельности, требующей значимых межличностных контактов, из-за страха критики, осуждения или отвержения.
2. Нежелание человека иметь дело с людьми без уверенности в том, что он им понравится.
3. Сдерживание себя в завязывании близких отношений из страха пристыживания, высмеивания или получения отказа, в связи с заниженной самооценкой.
4. Озабоченность возможной критикой или непринятием в социальных ситуациях.
5. Скованность в новых социальных ситуациях из-за чувства неуверенности.
6. Восприятие себя как человека социально неумелого, неприятного как личность или «второсортного» по отношению к окружающим.
7. Повышенное нежелание брать на себя риски или заниматься новой деятельностью, так как это может укрепить чувство стыда[6].

### Дифференциальный диагноз
Тревожное расстройство личности часто путают с антисоциальным расстройством личности (социопатия) из-за названия; клинически, термин «антисоциальное» означает неуважение к нормам и правилам общества, а не социальную замкнутость.
Уклонение от социальной деятельности свойственно как лицам с тревожным расстройством личности, так и с шизоидным. Шизоида отличают уплощённый аффект и желание остаться одному, в то время как тревожный тип желает общаться, но ощущает страх и неуверенность в себе. Люди с тревожным расстройством личности боятся, что их идентичность будет отвергнута и обесценена, поэтому избегают общения.
При зависимом расстройстве личности похожая клиническая картина, различие в том, что зависимый тип личности чувствует страх расставания, а тревожный — страх установления контакта.

## Связь с другими психическими расстройствами
Исследователи предполагают, что люди с тревожным расстройством личности также могут страдать от социальной тревожности, чрезмерно следя за собственным внутренним ощущением во время социального взаимодействия. Однако, в отличие от социофобов, они также проявляют чересчур высокую внимательность к реакциям людей, с которыми взаимодействуют. Крайнее напряжение, вызванное этим наблюдением, может стать причиной сбивчивой речи и неразговорчивости у многих людей с тревожным расстройством личности. Они настолько заняты наблюдением за собой и другими, что беглая речь становится затруднительной.
Тревожное расстройство личности наиболее распространено среди людей с тревожными расстройствами, хотя вероятность сочетания заболеваний разнится из-за различия в диагностических инструментах. Исследователи предполагают, что примерно 10—50 % людей, страдающих паническим расстройством и агорафобией, имеют тревожное расстройство личности, так же как и 20—40 % людей, страдающих социофобией. Некоторые исследования указывают на то, что до 45 % людей с тревожным расстройством и до 56 % людей с обсессивно-компульсивным расстройством страдают тревожным расстройством личности. Хотя в DSM-IV об этом не упоминается, ранее теоретики выделяли «смешанную избегающе-пограничную личность» (AvPD/BPD), которая была сочетанием признаков пограничного расстройства личности и тревожного расстройства личности.

## Причины
Причины возникновения тревожного расстройства личности до конца не ясны. На возникновение расстройства может повлиять сочетание социальных, генетических и психологических факторов. Расстройство может возникать из-за факторов темперамента, которые являются наследственными. В частности, различные тревожные заболевания в детстве и юности могут быть связаны с меланхолическим темпераментом, характеризующимся наследственным поведением, включая такие черты как застенчивость, пугливость и замкнутость в новых ситуациях.
Многие люди с тревожным расстройством личности имеют болезненный опыт постоянного неприятия и критики со стороны родителей и/или окружающих людей. Желание не разрывать связь с отвергающими родителями делает такую личность жаждущей отношений, но её стремление постепенно развивается в защитную оболочку против постоянной критики.

## Симптомы
К симптомам, не являющимся диагностическими критериями, относят:
- чрезмерный страх отвержения или неодобрения окружающими;
- избегание межличностных взаимоотношений;
- чувство собственной неадекватности;
- сниженная самооценка;
- недоверие к окружающим;
- самоизоляция от общества;
- крайняя степень стыдливости/робости;
- эмоциональное дистанцирование в интимных взаимоотношениях;
- чрезмерная застенчивость;
- самокритичность по поводу проблем в отношениях с окружающими;
- гиперчувствительность к критике;
- крайняя тревожность и чувство неловкости в социальных ситуациях;
- проблемы в профессиональной деятельности;
- чувство одиночества;
- чувство «второсортности» по сравнению с окружающими;
- хроническое злоупотребление или зависимость от тех или иных веществ.

Люди с тревожным расстройством личности слишком озабочены своими недостатками и формируют отношения с другими только если уверены, что не будут отвергнуты. Потеря и отвержение настолько болезненны, что эти люди выбирают одиночество, вместо того чтобы рисковать и как-то связываться с людьми.

## Терапия
Терапия может включать различные техники, например, тренировка социальных навыков, когнитивная психотерапия, постепенное наращивание социальных контактов, групповая терапия для практикования социальных навыков, и, иногда, фармакотерапия.
Ключевым в терапии является завоевание и удержание доверия пациента, поскольку люди с тревожным расстройством личности часто начинают избегать терапевтические сессии, если они не доверяют терапевту. Первичной целью и для индивидуальной терапии и для тренировки социальных навыков в группе является убедить пациента подвергнуть сомнению свои преувеличенно-негативные убеждения о самом себе.

## Внешние источники
- Terry L. Jones' website about APD
- Avoidance-Dependence Syndrome
- An APD website that has information and online support
- A forum for APDs